# デーナ石
デーナ石(Danalite)は、鉄-ベリリウム-ケイ素硫化鉱物で、組成はFe2+4Be3(SiO4)3Sである。
珍しい鉱物で、花崗岩や、スズを含むペグマタイト、接触変成スカルン、片麻岩、熱水堆積物中に現れる。また磁鉄鉱、柘榴石、蛍石、曹長石、錫石、黄鉄鉱、白雲母、硫砒鉄鉱、石英、緑泥石と関連して生成する。
陰イオンに硫黄を含むヘルビングループに属し、ヘルビンの二価マンガンが二価鉄に置換している。二価鉄が亜鉛に置換すると亜鉛ヘルビンとなる。これらは等軸晶系であるが、正四面体の結晶となるのが特徴。
デーナ石は、1866年、エセックス郡 (マサチューセッツ州)で産出したものが最初に記載され、アメリカ合衆国の鉱物学者であるジェームズ・デーナの名前に因んで名付けられた。
マサチューセッツ州、ニューハンプシャー州、シエラ郡 (ニューメキシコ州)、ヤヴァパイ郡 (アリゾナ州)、ニードルポイント山、ブリティッシュコロンビア州、ウォールラス島、ジェームズ湾、ケベック州、スウェーデン、コーンウォール、イングランド、ロシア、カザフスタン、ソマリア、タスマニア州、西オーストラリア州、広島県でも見つかっている。